# 테킬라 선라이즈

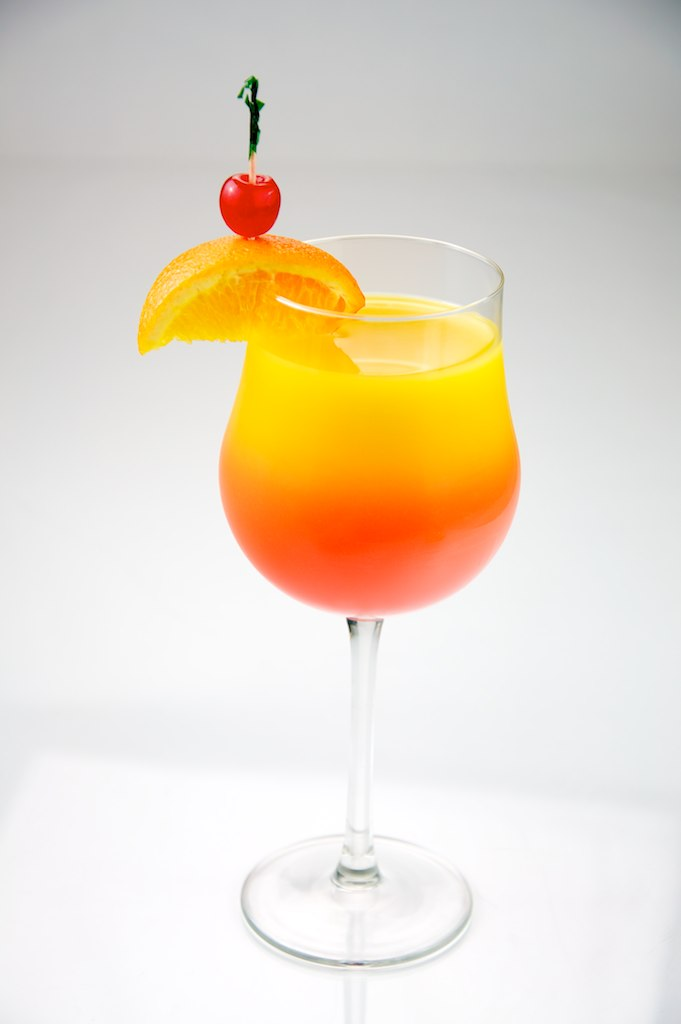
데킬라 선라이즈

테킬라 선라이즈(Tequila Sunrise)는 데킬라를 기반으로 한 칵테일이다.

## 개요
롤링 스톤즈의 보컬리스트 믹 재거가 1972년 공연을 위해 멕시코에서 머무는 동안 상당한 양을 마신 일이 널리 퍼져 유명해졌다. 그 후, 1989년 멜 깁슨 주연의 영화 《불타는 태양》의 제목 (영제 Tequila Sunrise)이 되거나 이글스의 두번째 앨범 Desperado의 수록곡 "Tequila Sunrise"가 수록되는 등 점점 유명해졌다.